# Organic Syntheses
Organic Syntheses (abrégé en Org. Synth.) est une revue scientifique à comité de lecture en libre accès fondée en 1921 et qui publie annuellement des procédures détaillées et vérifiées de synthèses de composés organiques à destination de la communauté des chimistes. 

## Historique
L'histoire d'Organic Syntheses débute en 1914 avec la Première Guerre mondiale. Du fait du conflit, les États-Unis sont coupés des fournisseurs européens qui fournissent la plupart des produits chimiques nécessaires à la recherche américaine. En réponse à cet état de fait, l'Université de l'Illinois à Urbana-Champaign met en place des summer preps au cours desquels des étudiants travaillent à l'amélioration des méthodes de synthèse pour la recherche en chimie. Parmi les composés chimiques dont le besoin se fait le plus sentir figurent par exemple les colorants pour films photographiques. L'effort de recherche dans ce domaine pousse à la création de la division Chimie organique de Kodak. Les summer preps contribuent également à l'effort de guerre au cours de la Seconde Guerre mondiale, mais elles sont abandonnées en 1950 : elles ne sont plus nécessaires car les entreprises de la chimie ont développé leurs propres infrastructures de recherche.
Durant toutes les années d'existence des summer preps, les méthodes de synthèse développées par les étudiants étaient enregistrées et publiées sous forme de brochures entre 1919 et 1921 puis dans une revue, Organic Syntheses. Les contributions à la revue sont ensuite fournies à la fois par des laboratoires industriels et des laboratoires universitaires. En 1998, le conseil d'administration de la revue décide de publier tous les volumes déjà publiés et à venir d'Organic Syntheses sur internet en accès ouvert.

## Bureau éditorial
Actuellement[Quand ?], le directeur de publication est Rick L. Danheiser (Massachusetts Institute of Technology, États-Unis).